# Сен-Симё
Сен-Симё (фр. Saint-Simeux) — коммуна во Франции, находится в регионе Пуату — Шаранта. Департамент — Шаранта. Входит в состав кантона Шатонёф-сюр-Шарант. Округ коммуны — Коньяк.
Код INSEE коммуны — 16351.
Коммуна расположена приблизительно в 410 км к юго-западу от Парижа, в 110 км южнее Пуатье, в 15 км к западу от Ангулема.

## Население
| Год  | Численность | Численность |
| ---- | ----------- | ----------- |
| 1968 | 374         | [ 7 ]       |
| 1975 | 345         | [ 7 ]       |
| 1982 | 366         | [ 7 ]       |
| 1990 | 456         | [ 7 ]       |
| 1999 | 452         | [ 7 ]       |
| 2006 | 493         | [ 7 ]       |
| 2011 | 570         | [ 7 ]       |
| 2013 | 589         |             |
| 2015 | 607         | [ 8 ]       |
| 2016 | 621         | [ 9 ]       |
| 2017 | 594         | [ 10 ]      |
| 2018 | 577         | [ 4 ]       |

## Экономика
В 2007 году среди 342 человек в трудоспособном возрасте (15—64 лет) 252 были экономически активными, 90 — неактивными (показатель активности — 73,7 %, в 1999 году было 72,5 %). Из 252 активных работали 228 человек (119 мужчин и 109 женщин), безработных было 24 (12 мужчин и 12 женщин). Среди 90 неактивных 27 человек были учениками или студентами, 39 — пенсионерами, 24 были неактивными по другим причинам.

## Фотогалерея

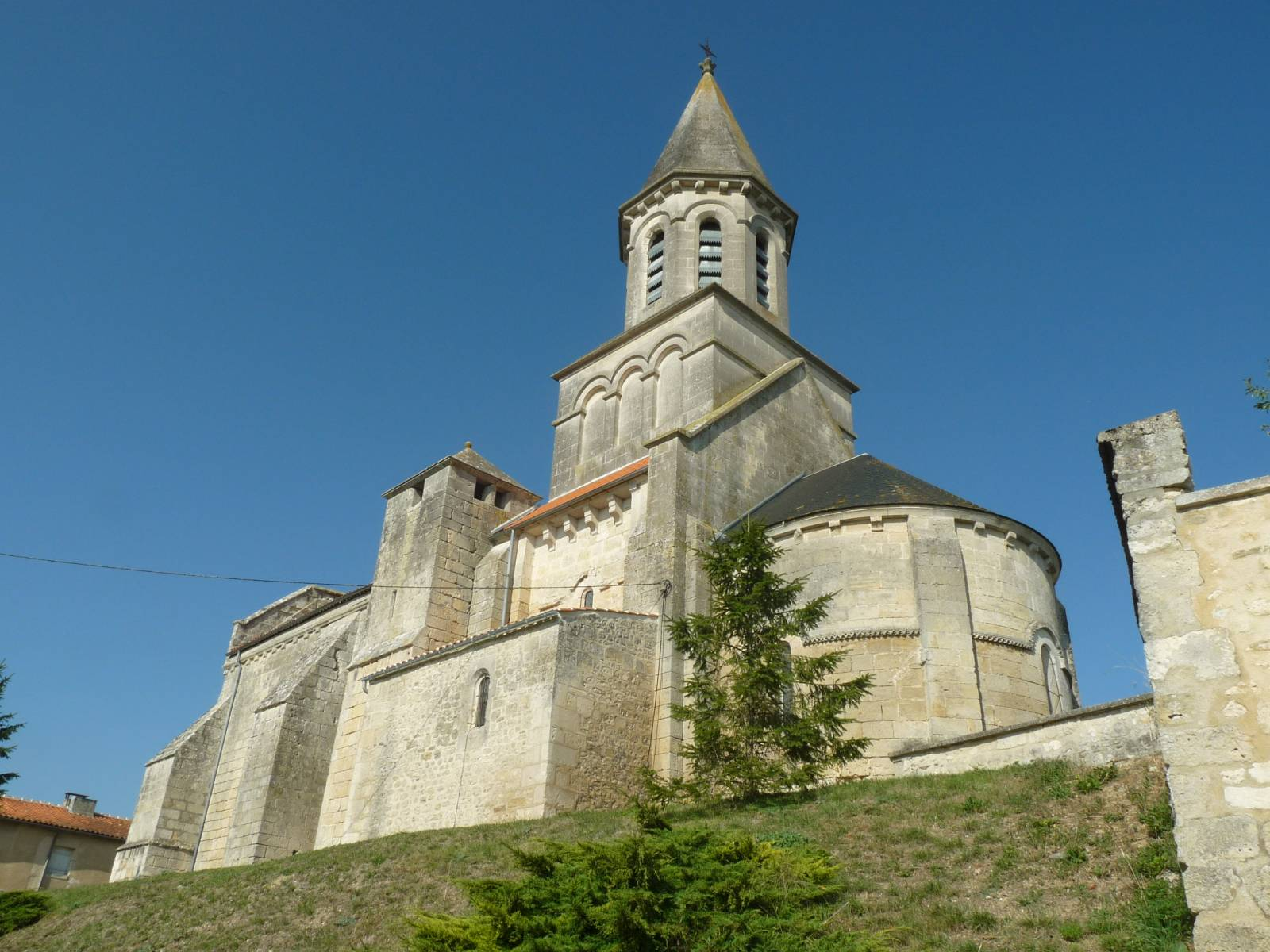
Церковь Сен-Симеон
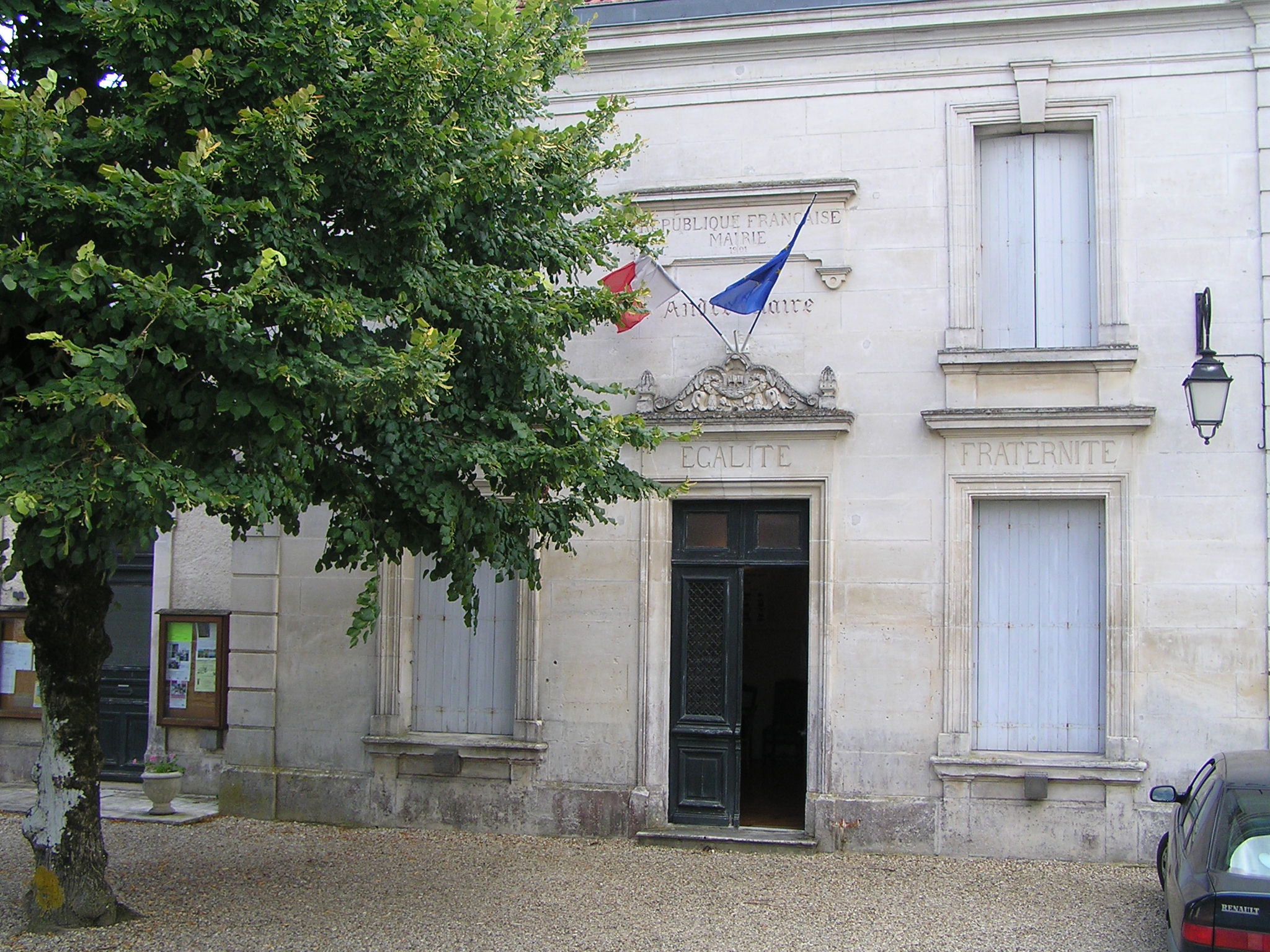
Мэрия
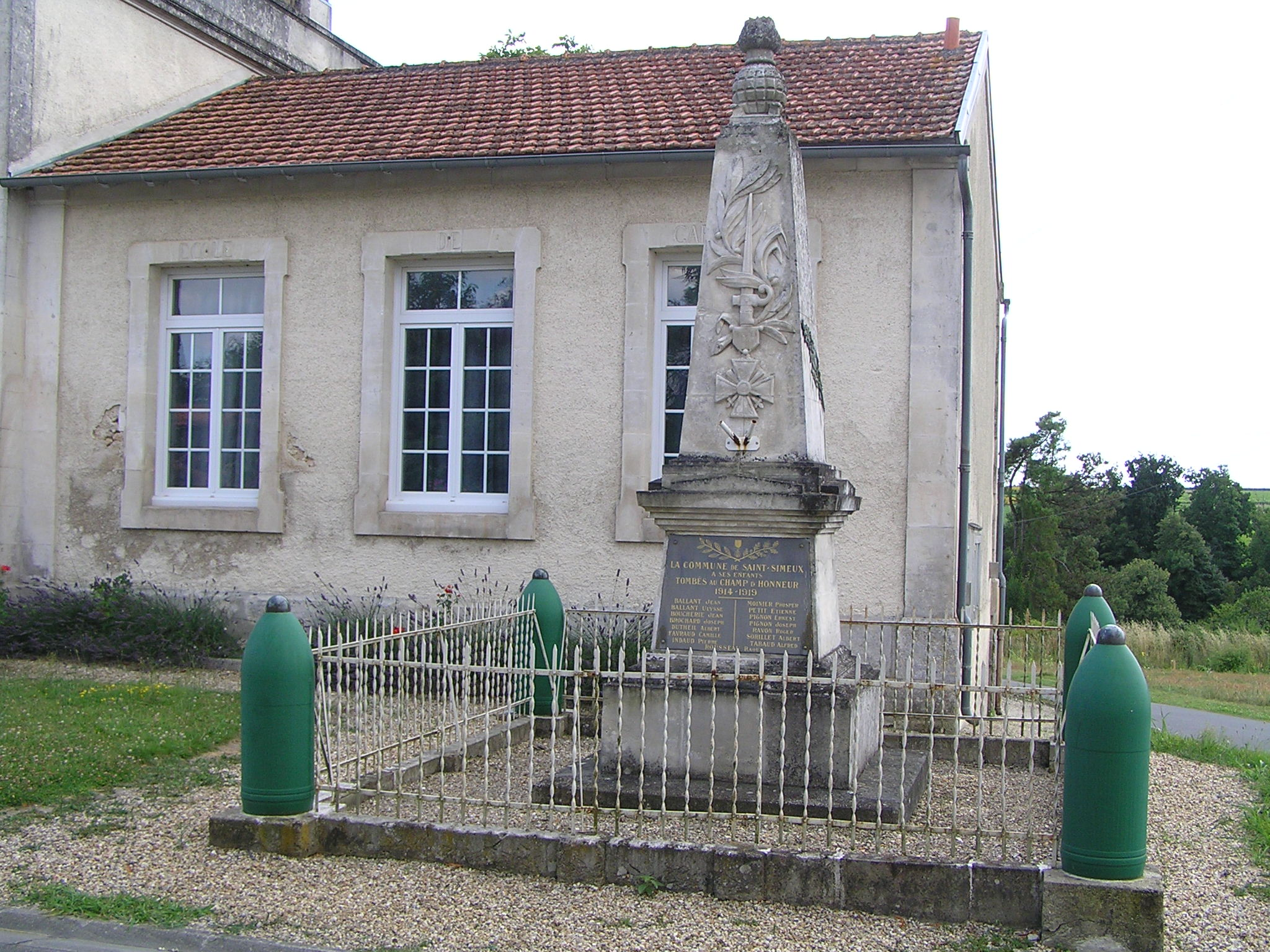
Военный мемориал